# Las analfabetas
Las analfabetas és una pel·lícula xilena de 2013, dirigida per Moisés Sepúlveda i amb un guió escrit pel mateix Sepúlveda i Pablo Paredes Muñoz, autor també de l'aclamada obra teatral en què es basa. Va ser seleccionada per a ser presentada com a tancament en la Setmana de la Crítica del Festival Internacional de Cinema de Venècia, 2013 i al SANFIC del mateix any, on va obtenir els premis de Millor Pel·lícula Xilena i el Premi del Públic

## Argument
Ximena és una dona adulta que viu sola en un senzill apartament, aliena al món que l'envolta per ser analfabeta, cosa que l'avergonyeix. Sense molta convicció accepta l'ajuda de Jackeline, una jove amb educació, que li brindarà assistència per a aprendre a llegir i així poder assabentar-se del contingut d'una carta que li va deixar el seu pare. La relació entre les dues dones esdevindrà en un aprenentatge mutu que anirà més enllà del tema de la lectura, i llançarà llums que justificaran el plural "analfabetes" amb què es va titular la pel·lícula.

## Repartiment
- Paulina García
- Valentina Muhr

## Premis i nominacions
Santiago Festival Internacional de Cinema 2013
- - Millor Pel·lícula xilena: Las analfabetas, Guanyadora
  - Premi del Público: Las analfabetas, Guanyadora

Festival Internacional de Cinema de Mar del Plata 2013
- - Millor Pel·lícula: Las analfabetas, Nominada
  - Premi Feisal: Las analfabetas, Guanyadora

- Festival de Cinema Iberoamericà de Huelva 2013[6]
  - Millor Opera Prima: Las analfabetas, Guanyadora

- Festival Internacional de Cinema de Chicago 2013[7]
  - Millor Nou Director: Moisés Sepúlveda, Nominat

- Festival de Gramado 2014[8]
  - Millor Pel·lícula: Las analfabetas, Nominada
  - Millor Director: Moisés Sepúlveda, Guanyador
  - Millor Actriu: Paulina García i Valentina Muhr, Guanyadoras
  - Millor Cinematografia: Arnaldo Rodríguez, Guanyador

- Premis Fénix de 2014 2014[9]
  - Millor Actriu: Paulina García, Nominada

- II edició dels Premis Platino 2015[10]
  - Millor Actriu: Paulina García, Nominada

- Las analfabetas ha estat convidada a participar en més de 30 Festivals de Cinema de diversos països, inclòs Xile, on ha aconseguit una recepció reeixida sumat al gran interès que sempre desperta l' opera prima d'un jove director.[11]